# Beliaiévskaia
Beliaiévskaia (en rus: Беляевская) és un poble de la República de Komi, a Rússia, segons el cens del 2010 tenia 175 habitants.